# غريت نيك بلازا (نيويورك)
غريت نيك بلازا (بالإنجليزية: Great Neck Plaza, New York)‏ هي منطقة سكنية تقع في الولايات المتحدة في مقاطعة ناسو، نيويورك. يقدر عدد سكانها بـ 6,707 نسمة ومساحتها 0.8 كم2 وترتفع عن سطح البحر 28 متر.

## المدن التوأمة
مدينة طبريا هي مدينة توأمة لـغريت نيك بلازا (نيويورك).